# Krzysztof Ossoliński (1587–1645)

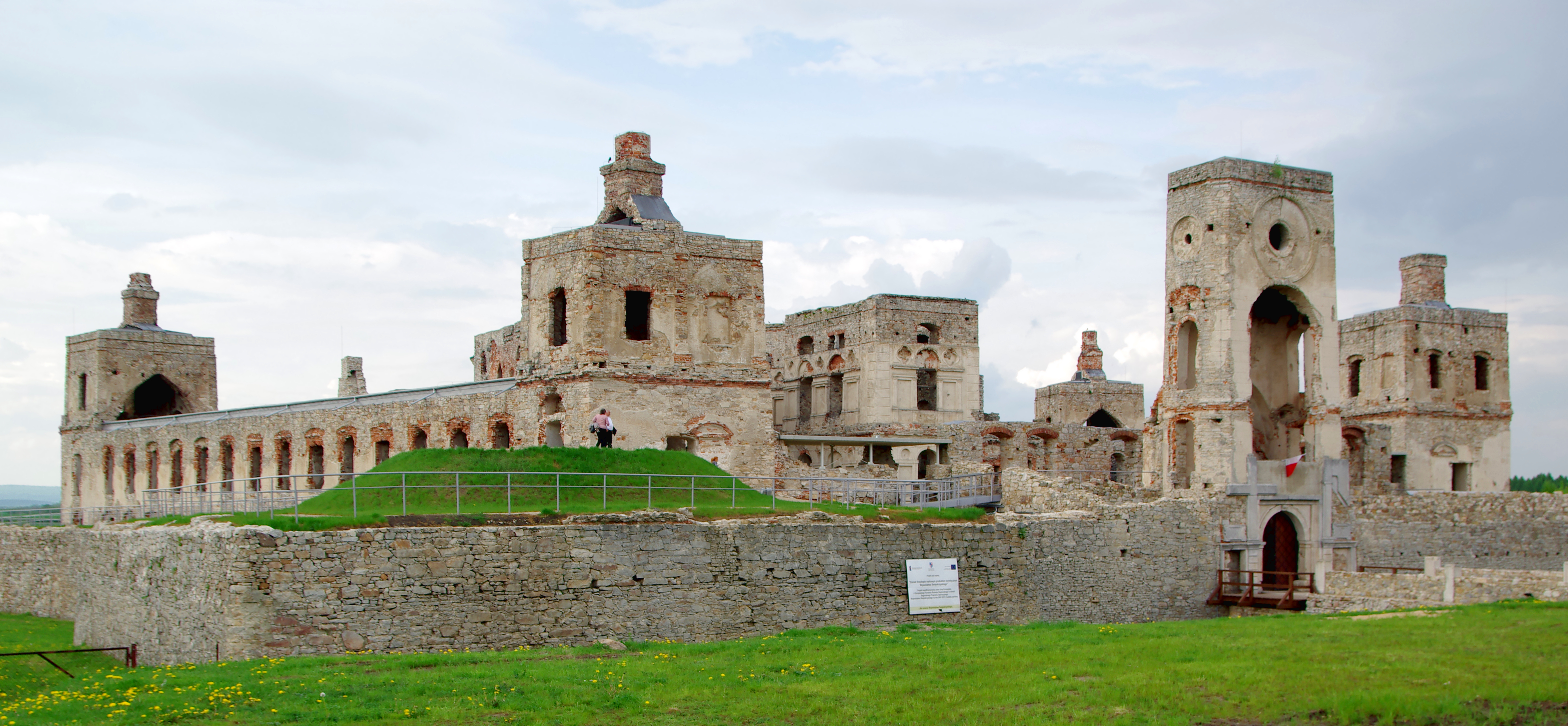
Zamek Krzyżtopór w Ujeździe, zbudowany z inicjatywy i fundacji Krzysztofa Ossolińskiego.

Krzysztof Ossoliński herbu Topór (ur. 28 kwietnia 1587 w Bukowsku, zm. 24 lutego 1645 w Krakowie) – wojewoda sandomierski w latach 1638–1645, kasztelan wojnicki w latach 1636–1638, kasztelan sądecki w latach 1633–1636, podkomorzy sandomierski w latach 1619–1633, podstoli sandomierski w latach 1618–1619, starosta wolbromski, starosta robczycki, dworzanin królewski w 1607 roku, poseł królewski, dowódca oddziału przeciw Turkom i Tatarom, marszałek Trybunału Głównego Koronnego w 1644 roku, pisarz i tłumacz.

## Życiorys
Syn starosty sanockiego Jana Zbigniewa i Jadwigi Sienieńskiej.
Studiował w Kolegium jezuitów w Lublinie w 1596 roku, w Krakowie w 1602 roku, Würzburgu w latach 1604–1607, w Grazu w 1608 roku, w Bolonii w 1609 roku, w Padwie w 1611 roku, w Paryżu w 1612 roku. Po studiach odbytych za granicą, wspólnie z bratem Maksymilianem Ossolińskim, powrócił do kraju i rozpoczął swą karierę polityczną. W 1607 r. został dworzaninem królewskim. W 1608 roku wyjechał z poleceniami królewskimi do Grazu na dwór arcyksiążąt habsburskich oraz do Florencji. Przebywał na uniwersytetach w Bolonii i Padwie. Po zakończeniu edukacji w 1614 r. wysłał go ojciec z wojskiem kwarcianym na Podole. Na początku brał udział w kilku wyprawach wojennych z rotą arkabuzerską własnego zaciągu przeciw Turkom i Tatarom. W 1618 r. został podstolim, a w 1620 r. podkomorzym sandomierskim.
Był wielokrotnym posłem na sejm, gdzie zajmował się głównie sprawami gospodarczymi – cenami, biciem monety i zaopatrzeniem w prowiant wojska. Poseł województwa sandomierskiego na sejm 1620 roku i sejm 1621 roku. Poseł na sejm 1624, 1625, sejm nadzwyczajny 1626 roku, sejm 1627, 1628, sejm 1631 i 1632 roku.  Poseł na sejm warszawski 1626 roku z województwa sandomierskiego. Poseł na sejm zwyczajny 1629 roku z województwa sandomierskiego. Był elektorem Władysława IV Wazy z województwa sandomierskiego w 1632 roku. W 1632 roku został deputatem do rewizji skarbu i pracował nad reformą sejmowania oraz systemu obrony państwa. Poseł na sejm konwokacyjny 1632 roku z województwa sandomierskiego. Na elekcji 1632 roku kandydował na stanowisko marszałka sejmu, które przypadło jednak Jakubowi Sobieskiemu. Jako poseł na sejm koronacyjny 1633 roku wszedł w skład komisji do wojny z Moskwą i organizacji wojska. W 1633 roku został kasztelanem sądeckim, a w trzy lata później wojnickim. Jako zwolennik kontrreformacji był sprawcą wypędzenia braci polskich z Rakowa, Iwanisk i Skrzelowa. W 1641 r. na sejmie warszawskim wszedł do komisji mającej zająć się zmianą postępowania sądowego i doprowadzić do skrócenia procesów.
W jego karierze na urzędach koronnych zakończonej w 1638 roku stanowiskiem wojewody sandomierskiego, dopomagał mu przyrodni brat Jerzy Ossoliński.
Po ojcu odziedziczył część majątku mieleckiego, zamienionego wkrótce z bratem Maksymilianem na majątek Iwaniska, gdzie we wsi Ujazd około 1627 roku z jego inicjatywy rozpoczęto budowę zamku Krzyżtopór, którego był fundatorem oraz pierwszym właścicielem. Koszt inwestycji wynosił około 5 milionów złotych. 
Finansowo wspierał też zakony. Ufundował klasztor reformatów w Stopnicy. W Ujeździe koło Iwanisk i Opatowa wybudował nowy kościół.
Znaczne dochody przyniosła mu wyłączność na zaopatrzenie armii Rzeczypospolitej w prowiant podczas kampanii pruskiej przeciw Szwedom w 1626 roku, w której sam brał czynny udział.
Poza dobrami otrzymanymi po ojcu, spory posag wniosły mu jego trzy żony. Po raz pierwszy ożenił się w 1615 roku z Zofią Cikowską należącą do wspólnoty braci polskich. Po jej śmierci w 1638 roku zaślubił wdowę po Mikołaju Ligęzie Zofię Krasińską. Trzecią żoną Krzysztofa była od 1642 roku Zofia Elżbieta Firlej – córka wojewody sandomierskiego Mikołaja. Potomstwo: jedyny syn Krzysztof Baldwin Ossoliński.
Miał zainteresowania artystyczne, pisał i tłumaczył.
Zmarł 24 lutego 1645 r. w Krakowie i pochowany został w tamtejszym klasztorze karmelitów bosych.

## Wywód genealogiczny Krzysztofa Ossolińskiego
|  |                                                    |  |  |  |  |  |  |  |  |  |  |  |  |  |  |  |
|  | Andrzej z Ossolina i Balic (zm. przed 1488 rokiem) |  |  |  |  |  |  |  |  |  |  |  |  |  |  |  |
|  |                                                    |  |  |  |  |  |  |  |  |  |  |  |  |  |  |  |
|  |                                                    |  |  |  |  |  |  |  |  |  |  |  |  |  |  |  |
|  | Paweł Ossoliński (zm. 1534)                        |  |  |  |  |  |  |  |  |  |  |  |  |  |  |  |
|  |                                                    |  |  |  |  |  |  |  |  |  |  |  |  |  |  |  |
|  |                                                    |  |  |  |  |  |  |  |  |  |  |  |  |  |  |  |
|  | Katarzyny z Prawiednik                             |  |  |  |  |  |  |  |  |  |  |  |  |  |  |  |
|  |                                                    |  |  |  |  |  |  |  |  |  |  |  |  |  |  |  |
|  |                                                    |  |  |  |  |  |  |  |  |  |  |  |  |  |  |  |
|  | Hieronim Ossoliński (zm. 1575 lub 1576)            |  |  |  |  |  |  |  |  |  |  |  |  |  |  |  |
|  |                                                    |  |  |  |  |  |  |  |  |  |  |  |  |  |  |  |
|  |                                                    |  |  |  |  |  |  |  |  |  |  |  |  |  |  |  |
|  | Zbigniewa Słupecka                                 |  |  |  |  |  |  |  |  |  |  |  |  |  |  |  |
|  |                                                    |  |  |  |  |  |  |  |  |  |  |  |  |  |  |  |
|  |                                                    |  |  |  |  |  |  |  |  |  |  |  |  |  |  |  |
|  | Jan Zbigniew Ossoliński (1555-1623)                |  |  |  |  |  |  |  |  |  |  |  |  |  |  |  |
|  |                                                    |  |  |  |  |  |  |  |  |  |  |  |  |  |  |  |
|  |                                                    |  |  |  |  |  |  |  |  |  |  |  |  |  |  |  |
|  | Katarzyna Zborowska                                |  |  |  |  |  |  |  |  |  |  |  |  |  |  |  |
|  |                                                    |  |  |  |  |  |  |  |  |  |  |  |  |  |  |  |
|  |                                                    |  |  |  |  |  |  |  |  |  |  |  |  |  |  |  |
|  | Krzysztof Ossoliński (1587-1645)                   |  |  |  |  |  |  |  |  |  |  |  |  |  |  |  |
|  |                                                    |  |  |  |  |  |  |  |  |  |  |  |  |  |  |  |
|  |                                                    |  |  |  |  |  |  |  |  |  |  |  |  |  |  |  |
|  | Jadwiga Sienieńska (zm. ok. 1593)                  |  |  |  |  |  |  |  |  |  |  |  |  |  |  |  |
|  |                                                    |  |  |  |  |  |  |  |  |  |  |  |  |  |  |  |
|  |                                                    |  |  |  |  |  |  |  |  |  |  |  |  |  |  |  |